# Lutley
Lutley – osada w Anglii, w hrabstwie West Midlands, w dystrykcie Dudley, w unparished area Halesowen. Leży 7 km od miasta Dudley. W 1951 roku civil parish liczyła 457 mieszkańców. Lutley jest wspomniana w Domesday Book (1086) jako Ludeleia.